# Inertialsystem
Ein Bezugssystem in der Physik heißt Inertialsystem (von lateinisch inertia für „Trägheit“), wenn jeder kräftefreie Körper relativ zu diesem Bezugssystem in Ruhe verharrt oder sich gleichförmig (geradlinig und unbeschleunigt) bewegt. Kräftefrei bedeutet, dass der Körper keine Kräfte von anderen Objekten erfährt oder diese sich insgesamt aufheben, sodass die resultierende Kraft Null ist.
Falls sich ein Körper, obwohl er in diesem Sinn kräftefrei ist, relativ zu einem bestimmten Bezugssystem beschleunigt oder krummlinig bewegt, so werden die auftretenden Beschleunigungen mit Trägheitskräften erklärt. Diese rühren daher, dass das Bezugssystem gegenüber einem Inertialsystem in Rotation oder anderweitig beschleunigter Bewegung ist. Trägheitskräfte gehen nicht von anderen Körpern aus und werden bei der Beurteilung der Kräftefreiheit nicht mitgezählt. In einem Inertialsystem gibt es keine Trägheitskräfte.
Zum Beispiel ist wegen der Erdrotation ein mit der Erdoberfläche verbundenes Bezugssystem kein Inertialsystem. Die durch die Rotation verursachten Trägheitskräfte sind allerdings meist nicht zu bemerken, weshalb ein solches System praktisch in sehr guter Näherung als Inertialsystem zu betrachten ist. In einem wirklichen Inertialsystem würde sich der Fixsternhimmel nicht drehen.
Ein dreidimensionaler Raum, für den ein (streng oder angenähert gültiges) Inertialsystem reproduzierbar als Bezugssystem genutzt werden kann, wird in manchen Fachgebieten als Inertialraum bezeichnet.
In den modernen Werken zur Theoretischen Mechanik wird das Inertialsystem oft allein mithilfe des Trägheitssatzes definiert, der dem ersten der drei Newtonschen Axiome entspricht. Für eine vollständige Definition sind aber alle drei Newtonschen Axiome erforderlich: Das erste nennt die geradlinig-gleichförmige Bewegung von kräftefreien Körpern als wesentliche Eigenschaft eines Inertialsystems. Das zweite definiert allgemein die Kräfte durch die von ihnen verursachten Beschleunigungen. Das dritte schließlich verlangt, dass es zu jeder Kraft eine Gegenkraft geben muss, sodass hier ausschließlich Kräfte gemeint sind, die auf Wechselwirkungen zwischen Körpern zurückgehen, was auf Trägheitskräfte gerade nicht zutrifft.
Der Begriff „Inertialsystem“ wurde erstmals 1885 von Ludwig Lange herausgearbeitet, der (nach Ernst Mach) den dabei benötigten Begriff des kräftefreien Körpers so präzisierte: Der kräftefreie Körper kann als von anderer Materie „unendlich“ weit entfernt gedacht werden. Gleichbedeutend sei (nach James Maxwell), den Trägheitssatz negativ auszudrücken: Immer, wenn ein in einem Inertialsystem beobachteter Körper sich nicht geradlinig-gleichförmig bewegt, ist das von Kräften verursacht, die von anderen Körpern ausgehen.(S. 271)

## Hintergrund
Derselbe physikalische Vorgang wird von verschiedenen Beobachtern im Allgemeinen unterschiedlich beschrieben. Ein Beispiel: Für einen Beobachter auf der Erde dreht sich die Sonne um die Erde und die anderen Planeten bewegen sich auf manchmal schleifenförmigen Bahnen, während ein Beobachter auf der Sonne sieht, dass sich die Erde und alle anderen Planeten um die Sonne bewegen. Die Bewegung lässt sich daher nur relativ zu einem Bezugssystem, also zum Standpunkt eines Beobachters, beschreiben. Wenn die Bewegungen verschieden erscheinen, würden Beobachter, die den Einfluss der Wahl des Bezugssystems nicht berücksichtigen, denselben Vorgang durch verschiedene physikalische Ursachen zu erklären haben.
Das trifft insbesondere für Bewegungen von Körpern zu, die nicht geradlinig-gleichförmig ablaufen. Inertialsysteme sind die Bezugssysteme, in denen jede Abweichung von der geradlinig-gleichförmigen Bewegung eines Körpers auf den Einfluss einer Kraft zurückgeführt werden kann, die von einem anderen Körper ausgeht. In ihnen gilt also das Trägheitsprinzip. Verschiedene Inertialsysteme können sich durch eine geradlinig-gleichförmige Translationsbewegung unterscheiden. Jede Rotation oder andere Beschleunigung des Bezugssystems führt dazu, dass kräftefreie Körper sich nicht immer geradlinig-gleichförmig bewegen. Dies wird durch das Einwirken von Trägheitskräften beschrieben, die nicht von anderen Körpern erzeugt werden, sondern für den betreffenden Beobachter nur durch die Beschleunigung seines Bezugssystems. Da in einem Inertialsystem keine Trägheitskraft auftritt, können hier im Prinzip die Bewegungsgleichungen der Mechanik die einfachste Form haben. Dennoch ist es in vielen Bereichen vorteilhaft, die Vorgänge in einem beschleunigten Bezugssystem zu betrachten, wenn dieses aus praktischen Gründen günstiger ist (z. B. in den Geowissenschaften).
Eine Unbestimmtheit ergibt sich daraus, dass die Trägheitskraft, die durch eine gleichmäßige Beschleunigung hervorgerufen wird, sich in nichts von einer Gravitationskraft in einem konstanten, homogenen Schwerefeld mit entsprechend gewählter Stärke unterscheidet (Äquivalenzprinzip). Daher kann man auch ein gleichmäßig beschleunigtes Bezugssystem als ein Inertialsystem ansehen, in dem lediglich eine veränderte Gravitation herrscht. Wenn das Gravitationsfeld homogen ist und die Beschleunigung des Bezugssystems gerade dem freien Fall entspricht, ist die Gravitation durch die Trägheitskraft sogar exakt kompensiert. Der Zustand der Schwerelosigkeit in Raumstationen ist hierfür eine lokale Annäherung, insoweit das Gravitationsfeld der Erde als homogen angesehen werden kann. (Ein exakt homogenes Gravitationsfeld gibt es nicht.) In diesem Sinne kann man auch Bezugssysteme, die gegeneinander beschleunigt sind, Inertialsysteme nennen. Noch weitergehend ist der Grundgedanke der Allgemeinen Relativitätstheorie: Nur Bezugssysteme, die sich im freien Fall befinden, sind Inertialsysteme, und das ganze Phänomen der Gravitation erklärt sich durch die Trägheitskraft, die man in einem dagegen beschleunigten Bezugssystem beobachtet.

## Newtonsche Mechanik
Am einfachsten kann man sich ein Inertialsystem als ein Bezugssystem an einem weit entfernten Ort im Weltall in völliger Schwerelosigkeit vorstellen, also fernab von größeren Massen, die durch ihre Gravitation die Bewegung von Körpern stören könnten. Die räumlichen Koordinaten können dann relativ zu einem beliebigen kräftefreien Bezugskörper angegeben werden, der als „ruhend“ betrachtet wird. Welcher dieser Bezugskörper ausgewählt wird, ist dabei vollkommen willkürlich. Das besagt das galileische Relativitätsprinzip. Ein zweiter Körper, der sich in diesem Bezugssystem gleichförmig und geradlinig bewegt, ist ebenfalls kräftefrei. Er könnte also selbst Bezugspunkt für ein zweites Inertialsystem sein. In anderen Worten: Jedes Bezugssystem, das sich relativ zu einem Inertialsystem gleichförmig und geradlinig bewegt, ist ebenfalls ein Inertialsystem. Daher gibt es in der Newtonschen Mechanik unendlich viele Inertialsysteme. Die räumlichen und zeitlichen Koordinaten zweier Inertialsysteme hängen über eine Galilei-Transformation zusammen.
Umgekehrt gilt, dass jedes Bezugssystem, das sich relativ zu einem Inertialsystem beschleunigt bewegt, selbst kein Inertialsystem ist. In einem solchen beschleunigten Bezugssystem lässt sich der Trägheitssatz nicht ohne Weiteres anwenden. Um die beschleunigten oder krummlinigen Bewegungen von Körpern in beschleunigten Bezugssystemen korrekt begründen zu können, bedarf es der Annahme von sogenannten Trägheitskräften, für die sich keine reale Ursache finden und keine Reactio angeben lässt.
Galilei-Transformationen bilden bzgl. der Hintereinanderausführung eine Gruppe. Zu ihr gehören die einfachen zeitlichen oder räumlichen Verschiebungen. Da ein Inertialsystem bei einer räumlichen oder zeitlichen Verschiebung in ein Inertialsystem übergeht, zeichnen Inertialsysteme keinen Ort und keinen Zeitpunkt aus. Der Raum und die Zeit sind homogen.
Zur Galilei-Gruppe gehört auch die endliche Drehung, die die Bezugsrichtungen (vorn, links, oben) des einen Systems auf die zeitlich unveränderlichen Richtungen des anderen Systems abbildet. Da ein Inertialsystem bei einer Drehung in ein Inertialsystem übergeht, zeichnen Inertialsysteme keine Richtung aus. Der Raum ist isotrop.
Ein Inertialsystem lässt sich daher definieren als ein Bezugssystem, bezüglich dessen der Raum homogen und isotrop, und die Zeit homogen ist.
Zur Galilei-Gruppe gehört schließlich die Transformation
{\displaystyle t^{\prime }=t}
{\displaystyle \mathbf {x} ^{\prime }=\mathbf {x} -\mathbf {v} \,t,}
durch die ein Koordinatensystem mit gleichbleibender Geschwindigkeit {\displaystyle \mathbf {v} } gegen ein anderes bewegt wird.
Da die Gesetze der newtonschen Mechanik in allen Inertialsystemen in gleicher Form gelten, gibt es kein bevorzugtes Bezugssystem und keine Möglichkeit, eine Geschwindigkeit absolut zu messen. Dies ist das Relativitätsprinzip der Newtonschen Mechanik.

## Spezielle Relativitätstheorie
Statt der Galilei-Transformation zwischen Inertialsystemen der Newtonschen Physik vermitteln in der relativistischen Physik Lorentz-Transformationen und raum-zeitliche Verschiebungen, wie die Koordinaten zusammenhängen, mit denen gleichförmig bewegte Beobachter bezeichnen, wann und wo Ereignisse stattfinden. Zusammen mit den räumlichen und zeitlichen Verschiebungen bilden Lorentztransformationen die Poincaré-Gruppe.
Nach folgendem idealisierten Verfahren ordnet ein gleichförmig bewegter Beobachter wie beim Radar jedem Ereignis seine inertialen Koordinaten zu: Er sendet einen Lichtstrahl zum Ereignis und misst mit seiner Uhr die Startzeit {\displaystyle t_{-}} und die Zeit {\displaystyle t_{+}}, zu der der beim Ereignis reflektierte Lichtstrahl wieder bei ihm eintrifft. Als Zeit, zu der das Ereignis stattgefunden hat, verwendet er den Mittelwert
{\displaystyle t={\frac {1}{2}}{\bigl (}t_{+}+t_{-}{\bigr )},}
als Entfernung die Hälfte der Laufzeit des hin und her laufenden Lichtes mal der Lichtgeschwindigkeit {\displaystyle c}:
{\displaystyle r={\frac {c}{2}}{\bigl (}t_{+}-t_{-}{\bigr )}}
Darüber hinaus bestimmt er Winkel {\displaystyle \theta } und {\displaystyle \varphi } zwischen Bezugsrichtungen, die er gewählt hat, und dem auslaufenden Lichtstrahl. Damit ordnet er dem Ereignis folgende Koordinaten zu:
{\displaystyle x={\begin{pmatrix}t\\r\,\sin \theta \cos \varphi \\r\,\sin \theta \sin \varphi \\r\,\cos \theta \end{pmatrix}}}
Der reflektierte Lichtstrahl kommt nur dann für jedes Ereignis aus der Richtung des auslaufenden Lichtstrahls zurück, wenn sich der Beobachter nicht dreht. Auf diese Art kann der Beobachter unterscheiden, ob er sich dreht oder ob er von anderen Objekten umkreist wird.

## Allgemeine Relativitätstheorie
Herrscht in einem Bezugssystem ein homogenes Gravitationsfeld, dann käme dessen Wirkung einer Trägheitskraft gleich und könnte daher durch Transformation in ein konstant beschleunigtes Bezugssystem zum Verschwinden gebracht werden (Äquivalenzprinzip). Die Allgemeine Relativitätstheorie sieht dieses Bezugssystem als das geeignete Inertialsystem an. Beobachter in solchen Bezugssystemen sind „schwerelos“. Allerdings kann es ein ausgedehntes exakt homogenes Gravitationsfeld gar nicht geben, weshalb die Wahl des geeigneten Inertialsystems nur lokal, d. h. in einer engen Umgebung (räumlich und zeitlich) des betrachteten Punktes gültig sein kann. Eng benachbarte Beobachter darin bilden ein lokales Lorentz-System (englisch: local Lorentz frame), in dem Experimente gleichartige Ergebnisse liefern und alle Beobachtungen wie im flachen Minkowskiraum über die Lorentztransformationen der speziellen Relativitätstheorie in Verhältnis stehen. Die Weltlinien frei fallender Teilchen sind analog den „Geraden“ in der euklidischen Geometrie die kürzesten Verbindungen der gekrümmten Raumzeit, sogenannte Geodäte. Gravitation zeigt sich im freien Fall an der „Gezeitenwirkung“, dass benachbarte Geodäten aufeinander zu oder voneinander weg streben und sich wiederholt schneiden können. Mathematisch drückt sich das in der Deviationsgleichung über den Einfluss des Riemannschen Krümmungstensors der Raumzeit aus. Umkreisen beispielsweise zwei Raumstationen in verschieden geneigten Bahnebenen mit gleichem konstantem Erdabstand die Erde, so schneiden sich ihre Bahnen zweimal bei jedem Umlauf. Nach dem Schnittpunkt nimmt ihr Abstand zu, bis sie einen Viertelkreis durchlaufen haben, dann wieder ab, bis sich ihre Bahnen nach einem weiteren Viertelkreis wieder kreuzen. Diese Auswirkung ungleichmäßiger Gravitation (hier wirkt sie an verschiedenen Orten in verschiedenen Richtungen) heißt Gezeitenwirkung. Sie nimmt bei kleinen Abständen mit dem Abstand zu. Kann man die Gezeitenwirkung vernachlässigen, so gilt im freien Fall die spezielle Relativitätstheorie.